# Euodynerus disconotatus
Euodynerus disconotatus är en stekelart som först beskrevs av Martin Lichtenstein 1884.  Euodynerus disconotatus ingår i släktet kamgetingar, och familjen Eumenidae.

## Underarter
Arten delas in i följande underarter:
- E. d. laniensis
- E. d. sulfuripes